# Téměř dokonalá tajemství
Téměř dokonalá tajemství (Das perfekte Geheimnis) je německý hraný film z roku 2019, který režíroval Bora Dagtekin podle italského filmu Naprostí cizinci z roku 2016. Film se odehrává během jednoho večera při společné večeři sedmi přátel.

## Děj
Rocco, Leo, Simon a Pepe jsou kamarádi od dětství. Manželský pár Eva a Rocco pozvou své přátele na večeři k sobě domů. Ještě před příchodem hostů dojde ke konfliktu mezi Evou a její dospívající dcerou Sophií, která jde na oslavu s kamarády, protože Eva našla v její kabelce kondomy. Rocco je zaneprázdněn přípravou večeře. Nejprve přicházejí Carlotta a Leo. Leo zanechal své kariéry architekta a po narození jejich dvojčat je na otcovské dovolené. Carlotta pracuje v kanceláři, která se věnuje emancipaci žen. Na děti nemá skoro vůbec čas, takže jim vypomáhá Leova matka. Následně přicházejí Bianca a Simon, kteří jsou spolu krátce. Bianca je homeopatka zvířat a Simon různě střídá zaměstnání, momentálně pracuje jako taxikář. Poslední přichází gymnaziální učitel Pepe. Je ovšem sám bez své nové přítelkyně Anny, kterou všichni chtěli poznat, ale která onemocněla. Místo toho přivlekl dalekohled k pozorování zatmění Měsíce, které má během noci nastat. Konverzace se rozvine na téma upřímnost. Eva navrhne podrobit všechny přítomné zkoušce tím, že každý vyloží svůj smartphone na stůl a během večera musí zveřejnit všechny telefonáty, SMS či konverzace, které obdrží. Zatímco Carlotta a Bianca s návrhem souhlasí, muži už tak nadšení nejsou.
Co se zpočátku zdálo být nevinnou hrou mezi přáteli, začne postupem času eskalovat a vyvolávat velké pnutí mezi partnery i přáteli. Leo, který se zapletl s mladou dívkou, si s Pepem vymění identické mobily, aby před manželkou skryl nevěru. Netuší však, že i Pepe skrývá tajemství. Carlotta má telefonát z práce, kterým vyjde najevo, jaké metody používá v kanceláři. Velká zklamání zažijí postupně všichni zúčastnění.

## Obsazení
| Karoline Herfurth   | Carlotta Keschwari   |
| Elyas M’Barek       | Leo Keschwari        |
| Florian David Fitz  | Pepe Deneke          |
| Jella Haase         | Bianca               |
| Frederick Lau       | Simon Schifferdecker |
| Jessica Schwarz     | Eva Koch             |
| Wotan Wilke Möhring | Rocco Koch           |
| Emily Kusche        | Sophie Koch          |
| Adriana Altaras     | Leova matka          |